# 자메이카 은행
자메이카 은행(영어: Bank of Jamaica)은 킹스턴에 위치한 자메이카의 중앙은행이다. 1960년 자메이카 은행법에 의해 설립되었으며 1961년 5월 1일에 문을 열었다.
이 은행은 재무장관의 지시에 따른 자메이카의 통화 정책을 책임지고 있다.

## 역사
자메이카 은행법(1960년)에 의해 설립된 자메이카 은행은 1961년 5월에 운영을 시작하여 1939년부터 통화 위원회 시스템을 종료했다. 중앙은행의 설립은 특히 자메이카가 정치적 독립의 길로 들어서려 할 때 개발 과정을 장려하기 위해 적절히 규제된 재정 구조의 필요성을 인식했다.
중앙은행의 역할은 기관이 몇 가지 국가 및 국제적 발전과 씨름함에 따라 대체로 반응하는 경향이 있었다. 그러나 최근 몇 년 동안 중앙은행이 경제 성장과 발전을 위한 적절한 환경을 장려하기 위해 적극적으로 나서면서 통화 정책 이행은 보다 적극적인 자세로 특징지어지고 있다. 그 결과, 중앙은행은 1985년에 금융개혁 프로그램을 도입하였다. 이 구상은 시장 세력의 격려와 중앙은행의 통화 정책 실행 능력 강화를 통해 보다 효과적인 중재를 목표로 하였다.

## 조직
자메이카 은행은 자메이카 은행 총재가 이끄는 이사회에 의해 운영된다. 이사회는 이사회 의장, 수석부지사, 재무장관 및 기타 6명의 이사로 구성되어 있다. 모두 재무부 장관이 5년 임기로 임명했다. 그레이스 케네디 리미티드의 최고운영책임자(COO)인 돈 웨비는 주지사와 의장직의 분리를 요구했다.

## 같이 보기
- 자메이카의 경제
- 자메이카 달러